# Corallorhiza mertensiana
Corallorhiza mertensiana es una especie de orquídea terrestre perteneciente a la familia Orchidaceae. Es nativa del oeste de los Estados Unidos.

## Distribución y hábitat
Encontrado en el oeste de EE. UU. y Canadá en alturas de 100 a 700 m s. n. m.

## Descripción
es una especie de orquídea saprofita terrestre que crece sin hojas, prefiere el clima fresco y que florece en una erecta inflorescencia de color rojizo con forma de racimo con muchas flores que se producen al final de la primavera y el verano.

## Taxonomía
Corallorhiza mertensiana fue descrita por August Gustav Heinrich von Bongard y publicado en Mémoires de l'Académie Imperiale des Sciences de St.-Pétersbourg. Sixième Série. Sciences Mathématiques, Physiques et Naturelles 2(2): 165. 1832.
Etimología
Corallorhiza: nombre genérico que deriva de dos palabras griegas: "korallion" = (corales) y "rhiza" = (raíz) y se refiere a la raíz rizomatosa precisamente similar a un coral.
mertensiana: epíteto otorgado en honor del botánico alemán Franz Carl Mertens.
Sinonimia
- Corallorhiza vancouveriana Finet (1909)
- Corallorhiza purpurea L.O. Williams (1932)
- Neottia mertensiana (Bong.) Kuntze (1891)
- Corallorhiza maculata subsp. mertensiana (Bong.) Calder & R.L. Taylor (1965)
- Corallorhiza mertensiana f. albolabia P.M.Br. (1995)
- Corallorhiza mertensiana f. pallida P.M.Br. (1995[3]